# Villaines-la-Carelle
Villaines-la-Carelle là một xã trong tỉnh Sarthe ở tây bắc nước Pháp. Xã này nằm ở khu vực có độ cao từ 128-341 mét trên mực nước biển.